# 藤本主税
藤本 主税（ふじもと ちから、1977年10月31日 - ）は、山口県出身の元プロサッカー選手(MF)。元日本代表。サッカー指導者。徳島県育ちであることから、ゴールを決めると阿波踊りのパフォーマンスをすることで有名だった。

## 来歴
山口県で生まれ、2歳で徳島県鳴門市に移り、小学2年生からサッカーを始める。徳島市立高等学校を卒業後、1996年にアビスパ福岡へ加入。1年目は10試合に出場したが、2年目の1997年は監督のカルロス・オスカール・パチャメと衝突し、1試合の出場にとどまる。監督が代わった1998年にはリーグ戦30試合に出場して6ゴールを記録。2ゴールを決めた開幕戦の鹿島アントラーズ戦にて、のちに藤本の代名詞となる阿波おどりパフォーマンスを初披露する。1998年12月には語り草となる"J1参入決定戦"での川崎フロンターレとの激闘を経験したメンバーの一員でもある。当時の福岡はMF陣に中払大介、石丸清隆、久永辰徳、久藤清一等の好人材がひしめき、年俸を減額提示されるなどチーム側の評価も高くなかったことから、移籍を決意。真っ先に獲得の意思を伝えたサンフレッチェ広島へ1999年に移籍した。その後、すぐにレギュラー獲得、久保竜彦とのコンビでチームを牽引し、チームの天皇杯準優勝に貢献。2000年のシドニーオリンピックでは、予選には出場したものの本大会への選出はならず。
2001年には日本代表に招集され出場機会を与えられるも活かせず、最終的に日韓W杯への出場はならなかった。その夏に代表を目指すため海外移籍を決意、オランダリーグのNACブレダへの移籍がほぼ決定したが、最終交渉でNAC側は経営悪化から移籍金を3年間にわたっての分割払いを要求してきたため広島が拒否し、結局移籍交渉がまとまらなかった。その年の後半戦は移籍するものと考えられていたためチームの構想外となり、さらにコンディションを崩したため出場機会が減少した。そのシーズン、結局広島はJ2降格となった。
翌2003年、ズデンコ・ベルデニックが獲得を熱望し、名古屋グランパスエイトへ移籍。しかしチームの調子が上がらない上、自身も攻撃的なポジションを任されながら得点に絡むことが少なく、次第に出場機会が減っていった。2004年、経営元が変わり積極的に戦力補強を行っていたヴィッセル神戸へ期限付き移籍。
2005年には大宮アルディージャへ完全移籍。豊富な運動量と鋭い攻撃で中盤の主力として活躍した。なお、2007年および2009年6月 から2011年まで、大宮のキャプテンをつとめていた。2011年11月29日、契約満了に伴い、大宮との来シーズンの契約を更新しないことが発表された。この日の自身のブログで「自分にとっては一番長く過ごしたチームであり、一番愛着もあり、ホントに第２の故郷と胸を張って言える場所です」「『大宮の魂・・・』っていう応援歌、あれメチャクチャ大好きでした」と心境を吐露している。
2012年にロアッソ熊本へ完全移籍、チームの主将となる。第2節ホーム鳥取戦で約3年振りのゴールを決めるも、その後膝の悪化により長期離脱となった。第22節ホーム千葉戦でベンチ入りし復帰、終盤までスタメンとしてチームを引っ張った。2014年限りで現役を引退。
2015年にロアッソ熊本ジュニアユース（U-15）の監督に就任。2017年にはジュニア（U-12）監督兼スクールコーチへ異動。3年間、アカデミースタッフを務めた。
2018年にロアッソ熊本のトップチームコーチに就任。その後、2021年からはロアッソ熊本ヘッドコーチとして指導に当たっていたが、2024年シーズンをもってチームを退団することが発表された。
2025年より、AC長野パルセイロの監督に就任した。

## 所属クラブ
- 1984年 - 1989年 鳴門市桑島小学校
- 1990年 - 1992年 鳴門市第二中学校[1]
- 1993年 - 1995年 徳島市立高等学校[1]
- 1996年 - 1998年 アビスパ福岡
- 1999年 - 2002年 サンフレッチェ広島
- 2003年 - 2004年 名古屋グランパスエイト
  - 2004年 ヴィッセル神戸（期限付き移籍）
- 2005年 - 2011年 大宮アルディージャ
- 2012年 - 2014年 ロアッソ熊本

## 個人成績
| 国内大会個人成績 | 国内大会個人成績 | 国内大会個人成績 | 国内大会個人成績 | 国内大会個人成績 | 国内大会個人成績 | 国内大会個人成績 | 国内大会個人成績 | 国内大会個人成績 | 国内大会個人成績 | 国内大会個人成績 | 国内大会個人成績 |
| 年度             | クラブ           | 背番号           | リーグ           | リーグ戦         | リーグ戦         | リーグ杯         | リーグ杯         | オープン杯       | オープン杯       | 期間通算         | 期間通算         |
| 年度             | クラブ           | 背番号           | リーグ           | 出場             | 得点             | 出場             | 得点             | 出場             | 得点             | 出場             | 得点             |
| 日本             | 日本             | 日本             | 日本             | リーグ戦         | リーグ戦         | リーグ杯         | リーグ杯         | 天皇杯           | 天皇杯           | 期間通算         | 期間通算         |
| ---------------- | ---------------- | ---------------- | ---------------- | ---------------- | ---------------- | ---------------- | ---------------- | ---------------- | ---------------- | ---------------- | ---------------- |
| 1996             | 福岡             | -                | J                | 10               | 0                | 1                | 1                | 1                | 0                | 12               | 1                |
| 1997             | 福岡             | 18               | J                | 1                | 0                | 0                | 0                | 2                | 0                | 3                | 0                |
| 1998             | 福岡             | 18               | J                | 30               | 6                | 0                | 0                | 1                | 0                | 31               | 6                |
| 1999             | 広島             | 15               | J1               | 27               | 5                | 4                | 2                | 5                | 5                | 36               | 12               |
| 2000             | 広島             | 11               | J1               | 27               | 2                | 3                | 1                | 2                | 1                | 32               | 4                |
| 2001             | 広島             | 11               | J1               | 28               | 9                | 5                | 1                | 2                | 0                | 35               | 10               |
| 2002             | 広島             | 11               | J1               | 29               | 4                | 5                | 2                | 0                | 0                | 34               | 6                |
| 2003             | 名古屋           | 11               | J1               | 23               | 2                | 5                | 0                | 2                | 0                | 30               | 2                |
| 2004             | 神戸             | 10               | J1               | 20               | 1                | 6                | 0                | 1                | 1                | 27               | 2                |
| 2005             | 大宮             | 11               | J1               | 29               | 4                | 8                | 1                | 3                | 1                | 40               | 6                |
| 2006             | 大宮             | 11               | J1               | 20               | 3                | 5                | 0                | 2                | 0                | 27               | 3                |
| 2007             | 大宮             | 11               | J1               | 31               | 2                | 6                | 1                | 0                | 0                | 37               | 3                |
| 2008             | 大宮             | 11               | J1               | 28               | 3                | 2                | 0                | 2                | 0                | 32               | 3                |
| 2009             | 大宮             | 11               | J1               | 31               | 3                | 6                | 0                | 1                | 0                | 38               | 3                |
| 2010             | 大宮             | 11               | J1               | 25               | 0                | 0                | 0                | 1                | 0                | 26               | 0                |
| 2011             | 大宮             | 11               | J1               | 26               | 0                | 1                | 0                | 1                | 0                | 28               | 0                |
| 2012             | 熊本             | 11               | J2               | 21               | 1                | -                | -                | 2                | 0                | 23               | 1                |
| 2013             | 熊本             | 11               | J2               | 24               | 2                | -                | -                | 2                | 0                | 26               | 2                |
| 2014             | 熊本             | 11               | J2               | 7                | 0                | -                | -                | 1                | 0                | 8                | 0                |
| 通算             | 日本             | 日本             | J1               | 385              | 44               | 57               | 9                | 26               | 8                | 468              | 61               |
| 通算             | 日本             | 日本             | J2               | 52               | 3                | -                | -                | 5                | 0                | 57               | 3                |
| 総通算           | 総通算           | 総通算           | 総通算           | 437              | 47               | 57               | 9                | 31               | 8                | 525              | 64               |

その他の公式戦
- 1998年
  - J1参入決定戦 4試合0得点

出場歴
- Jリーグ初出場 - 1996年5月4日Jリーグ第12節 対 ベルマーレ平塚戦 (博多の森)
- Jリーグ初得点 - 1998年3月21日Jリーグ1st第1節 対 鹿島アントラーズ戦 (カシマ)

## 代表歴

### 試合数
- 国際Aマッチ 2試合 0得点 (2001年)[1]

| 日本代表 | 国際Aマッチ | 国際Aマッチ |
| 年       | 出場        | 得点        |
| -------- | ----------- | ----------- |
| 2001     | 2           | 0           |
| 通算     | 2           | 0           |

### 出場
| No. | 開催日         | 開催都市 | スタジアム | 対戦相手   | 結果 | 監督                 | 大会         |
| --- | -------------- | -------- | ---------- | ---------- | ---- | -------------------- | ------------ |
| 1.  | 2001年07月01日 | 北海道   | 札幌ドーム | パラグアイ | ○2-0 | フィリップ・トルシエ | キリンカップ |
| 2.  | 2001年10月04日 | ランス   |            | セネガル   | ●0-2 | フィリップ・トルシエ | 国際親善試合 |

## 指導歴
- 2015年 - 2024年 ロアッソ熊本
  - 2015年 - 2016年 ジュニアユース 監督
  - 2017年 ジュニアユース監督兼スクールコーチ
  - 2018年 - 2020年 トップチーム コーチ
  - 2021年 - 2024年 トップチーム ヘッドコーチ
- 2025年 - AC長野パルセイロ 監督

## 監督成績
| 年度 | 所属 | クラブ | リーグ戦 | リーグ戦 | リーグ戦 | リーグ戦 | リーグ戦 | リーグ戦 | カップ戦       | カップ戦 |
| 年度 | 所属 | クラブ | 順位     | 勝点     | 試合     | 勝       | 分       | 敗       | ルヴァンカップ | 天皇杯   |
| ---- | ---- | ------ | -------- | -------- | -------- | -------- | -------- | -------- | -------------- | -------- |
| 2025 | J3   | 長野   | 位       |          |          |          |          |          |                |          |